# Charlot în parc
Charlot în parc (în engleză In the Park) este un film american de comedie din 1915 produs de Jess Robbins și scris și regizat de Charlie Chaplin. În alte roluri interpretează actorii Leo White și Edna Purviance. Este al patrulea film al lui Chaplin produs pentru Essanay Films.

## Prezentare
Este una din comediile lui Charlie Chaplin care au loc într-un parc. De data asta, un alt vagabond provoacă dezastrul. Acesta încearcă să-l buzunărească pe Charlie, dar nu găsește nimic în buzunarele sale. Între timp, Charlie umblă prin buzunarele vagabondului și îi fură o țigară și chibriturile acestuia. Două cupluri au întâlniri romantice pe două bănci separate. Vagabondul fură geanta unei fete, dar i-o șterpelește imediat Charlie când acesta încearcă să-l fure pe Charlie pentru a doua oară. Charlie îl salvează din mâinile unui bătăuș pe un vânzător de hotdog, dar fură cu îndemânare câțiva cârnăciori cu bastonul său. Charlie vinde poșeta furată celuilalt pețitor. Un polițist suspicios observă ce se întâmplă și oamenii își dau seama că poșeta este furată și o dau de la unu la altul ca să scape de ea. În cele din urmă, Charlie o oferă ca pe un cadou celeilalte femei și are parte de o îmbrățișare afectivă. Proprietara inițială a poșetei se supără pe pețitorul ei pentru că a permis să-i fie furată poșeta.   Pețitorul este astfel respins și reacționează foarte dramatic. El intenționează să se înece în iazul parcului și îi cere lui Charlie să-l ajute. El se îndreaptă cu spatele ca țintă, iar Charlie îl lovește cu bucurie aruncându-l în iaz. La scurt timp după aceea îl lovește pe celălalt pețitor și-l aruncă în iaz împreună cu polițistul din parc.

## Distribuție
- Charles Chaplin - Charlie
- Edna Purviance - Nursemaid
- Leo White - The Count, Elegant Masher
- Leona Anderson - The Count's Fancy
- Bud Jamison - Edna's Beau
- Billy Armstrong - Sausage Thief
- Ernest Van Pelt - Sausage Seller